# جينوفتسي
جينوفتسي (بالبلغارية: Геновци)‏ قرية تقع إدارياً ضمن بلدية غابروفو ‏ في بلغاريا. ويبلغ عدد سكانها 6 نسمة حسب تعداد 15 مارس 2015. تعتمد جينوفتسي للبريد على الرمز البريدي 5307.